# Mariana Pereira da Silva
Mariana da Conceição Pereira da Silva (28 de abril de 1982) é uma professora, deputada e política portuguesa. Ela é deputada à Assembleia da República na XIV legislatura pelo Partido Ecologista "Os Verdes".